# 里見夢境
里見夢境（日语：サトノレーヴ），是日本純種競賽馬匹。目前主要勝仗有2024年函館短途錦標和堅蘭盃，以及2025年高松宮紀念。

## 出賽前
2019年3月22日出生於北海道日高町白井牧場，成長途中在拍賣會上被馬主公司Satono Horse Company以5832萬日圓購入。
其後交由美浦訓練中心練馬師堀宣行訓練。

## 競賽生涯

### 3歲
2022年4月10日出戰中山競馬場3歲新馬戰，比賽初段一直維持在第二的位置展開推進，待領放馬失速後退時上前進佔領先位置，最終堅守位置力距中團衝出的對手之來襲取得首勝。
7月2日出戰長萬部特別，本次比賽選擇居中戰術，一直等待時機下在直路抽出外檔望空，但最終未能追上前方的Raketa以頭位憾負。
2星期後出戰3歲以上一捷馬戰，維持於第三的位置下在直路逐步迫近前方賽駒，最終在最後一步衝出壓贏對手取得勝利。
休養過後於秋季復出出戰勝浦特別，再度採用領放戰術下維持在第二的位置，於直路初段經已透出建立優勢，最終繼續衝刺下以全長最快末腳彈離後方對手2馬位奪冠。

### 4歲
2023年首戰為4月的朱雀錦標，順利出閘之下維持在第三的有利位置逐步推進，在直路上仍然可以展現優秀的加速力力，最終超越先頭位置透出的Il Cuore達成三連勝。
然而其後出現受傷的狀況，被迫長期休養下在下半年未有出戰任何賽事。

### 5歲
2024年在三級賽阪急盃復出，為其首次挑戰分級賽，比賽途中選擇維持於第二、三左右的位置下，嘗試於直路衝刺保持優勢，但最終未能如願上前下以第四落敗。
未能前往高松宮紀念下選擇在4月中旬出戰春雷錦標，比賽初段選擇保持於中團第七的位置順應步速前進，在彎道處開始抽出外檔望空。進入直路後，其繼續在中檔位置展開加速並和Thermal Wind展開纏鬥，最終成功壓制對手以頭位優勢取得勝利。
稍為放草後在6月9日出戰函館短途錦標，重新採用先行戰術下在第四左右的位置逐步推進。進入直路後，其在中內欄位置順利展開衝刺，一舉衝出下超越前方的對手取得領先，以1 1/4馬位壓贏極級必勝取得首個分級賽冠軍。
2個半月後以堅蘭盃作為目標，留守於先團位置下在約莫第三、四的位置逐步推進，在直路於先頭集團散開後逐步加速上前，最終展現出不俗的衝勢下成功透出並阻止榮進瞭望及大宴重酬的攻勢，達成分級賽連勝。
秋季出戰大目標短途馬錦標並於賽前取得第一人氣，然而其在第八左右的中團位置展開衝刺下，未能在直路順利衝刺縮窄和前方的距離，最終以第八的戰績完賽。
年末選擇遠征香港出戰香港短途錦標，本次比賽其選擇於中團位置展開推進，但最彎道處前方開始沿欄發力上前。進入直路後，其仍然選擇以守着內欄的位置加速衝刺直迫前方，可惜未能超越前方透出的嘉應高昇下，再於最後關頭被驕陽明駒趕過，最終以第三的戰績完賽。

### 6歲
踏入2025年，里見夢境以高松宮紀念作為首戰，同時夥拍上年度春雷錦標時的騎師莫雷拉。比賽開始後，其因為先團位置爭奪激烈下而未有上前，保持在中團位置等待時機，同時在彎道處逐步移出外檔尋找加速位置。進入直路後，其雖然在中檔位置稍為受到擠塞，但於前方的榮進劍豪及大海女神上前後隨即在空位穿出，後續繼續加速衝刺下成功超越領先的大海女神，同時抵擋後上馬奈村佳盈的攻勢，取得首個一級賽冠軍。
4月遠征香港出戰主席短途獎，比賽初段留守於中團附近的位置，在彎道處開始抽出外檔望空。進入直路後，其繼續在中檔位置展開加速迫近前方，雖然一直未能對透出的嘉應高昇造成威脅，但成功阻止一直貼近的驕陽明駒，最終以第二的戰績完賽。
6月直接遠征英國出戰女皇伊利沙伯二世禧年誌慶錦標，比賽初段從外檔出發後一直守着剛風猛男後方的遮擋位置，直至剩下500米時候開始透出衝刺，可惜最終仍然未能追上中檔的別具風味，而1/2馬位差距取得第二。

### 詳細賽績
| 日期      | 舉辦國家 | 馬場   | 距離   | 級別 | 賽事名稱                     | 負重 | 騎師     | 馬號 | 出馬 | 名次 | 時間     | 頭馬（二馬）     |
| --------- | -------- | ------ | ------ | ---- | ---------------------------- | ---- | -------- | ---- | ---- | ---- | -------- | ---------------- |
| 10/4/2022 | 日本     | 中山   | 草1600 |      | 3歲未勝利                    | 56   | 石橋脩   | 8    | 16   | 1    | 1:34.6   | （Iwakuni）      |
| 2/7/2022  | 日本     | 函館   | 草1200 |      | 長萬部特別                   | 54   | 濱中俊   | 5    | 14   | 2    | 1:09.7   | Raketa           |
| 17/7/2022 | 日本     | 函館   | 草1200 |      | 3歲以上一捷馬                | 54   | 濱中俊   | 8    | 16   | 1    | 1:12.3   | （Hinokuni）     |
| 1/10/2022 | 日本     | 中山   | 草1200 |      | 勝浦特別                     | 55   | 濱中俊   | 8    | 14   | 1    | 1:07.7   | （甜夢兒）       |
| 29/4/2023 | 日本     | 京都   | 草1200 |      | 朱雀錦標                     | 58   | 濱中俊   | 12   | 18   | 1    | 1:07.7   | （Il Cuore）     |
| 25/2/2024 | 日本     | 阪神   | 草1400 | GIII | 阪急盃                       | 57   | 小崎綾也 | 9    | 18   | 4    | 1:21.6   | 出奇致勝         |
| 14/4/2024 | 日本     | 中山   | 草1200 | L    | 春雷錦標                     | 57   | 莫雷拉   | 13   | 16   | 1    | 1:07.1   | （Thermal Wind） |
| 9/6/2024  | 日本     | 函館   | 草1200 | GIII | 函館短途錦標                 | 57   | 濱中俊   | 4    | 16   | 1    | 1:08.4   | （極級必勝）     |
| 25/8/2024 | 日本     | 札幌   | 草1200 | GIII | 堅蘭盃                       | 57   | 連達文   | 10   | 16   | 1    | 1:07.9   | （榮進瞭望）     |
| 29/9/2024 | 日本     | 中山   | 草1200 | GI   | 短途馬錦標                   | 58   | 連達文   | 12   | 16   | 7    | 1:07.4   | 賢德之君         |
| 8/12/2024 | 香港     | 沙田   | 草1200 | GI   | 香港短途錦標                 | 57   | 莫雷拉   | 9    | 14   | 3    | 1:08.2   | 嘉應高昇         |
| 30/3/2025 | 日本     | 中京   | 草1200 | GI   | 高松宮紀念                   | 58   | 莫雷拉   | 10   | 18   | 1    | 1:07.9   | （奈村佳盈）     |
| 27/4/2025 | 香港     | 沙田   | 草1200 | GI   | 主席短途獎                   | 57   | 莫雷拉   | 2    | 13   | 2    | 1:08.23  | 嘉應高昇         |
| 21/6/2025 | 英國     | 雅士谷 | 草1200 | GI   | 女皇伊利沙伯二世禧年誌慶錦標 | 59.5 | 莫雷拉   | 11   | 14   | 2    | 記錄缺失 | 別具風味         |

## 血統簡介
父系龍王爲日本賽駒，生涯稱霸短途賽事，包括做出連霸短途馬錦標及香港短途錦標等壯舉，被稱爲日本近代最強短途馬。祖父夏威夷王亦爲日本賽駒，生涯戰績極爲優秀，僅得一戰未能獲勝，曾勝出一級賽NHK一哩賽及東京優駿（日本打吡），爲日本史上首匹贏得變則二冠的賽駒。
母系Ciliege為日本賽駒，生涯僅勝出條件戰級別的賽事。外祖父櫻花進王亦爲日本賽駒，被譽爲1990年代之短途王者，曾於1993及1994年連霸短途馬錦標。

### 血統表
| 父線：金滿寶系（淘金者系）      |                                |                 |                 |
| 種馬 龍王 2008年（棗色）        | 夏威夷王 2001年（棗色）        | 金滿寶          | 淘金者          |
| 種馬 龍王 2008年（棗色）        | 夏威夷王 2001年（棗色）        | 金滿寶          | Miesque         |
| 種馬 龍王 2008年（棗色）        | 夏威夷王 2001年（棗色）        | Manfath         | 最後大官        |
| 種馬 龍王 2008年（棗色）        | 夏威夷王 2001年（棗色）        | Manfath         | Pilot Bird      |
| 種馬 龍王 2008年（棗色）        | Lady Blossom 1996年（棗色）    | 雷貓            | 雷鳥            |
| 種馬 龍王 2008年（棗色）        | Lady Blossom 1996年（棗色）    | 雷貓            | Terlingua       |
| 種馬 龍王 2008年（棗色）        | Lady Blossom 1996年（棗色）    | Saratoga Dew    | Cormorant       |
| 種馬 龍王 2008年（棗色）        | Lady Blossom 1996年（棗色）    | Saratoga Dew    | Super Luna      |
| 繁殖雌馬 Ciliege 2001年（栗色） | 櫻花進王 1989年（棗色）        | Sakura Yutaka O | Tesco Boy       |
| 繁殖雌馬 Ciliege 2001年（栗色） | 櫻花進王 1989年（棗色）        | Sakura Yutaka O | Angelica        |
| 繁殖雌馬 Ciliege 2001年（栗色） | 櫻花進王 1989年（棗色）        | Sakura Hogaromo | 北方風味        |
| 繁殖雌馬 Ciliege 2001年（栗色） | 櫻花進王 1989年（棗色）        | Sakura Hogaromo | Clear Amber     |
| 繁殖雌馬 Ciliege 2001年（栗色） | Megami Guerlain 1992年（棗色） | Shady Heights   | Shirley Heights |
| 繁殖雌馬 Ciliege 2001年（栗色） | Megami Guerlain 1992年（棗色） | Shady Heights   | Vaguely         |
| 繁殖雌馬 Ciliege 2001年（栗色） | Megami Guerlain 1992年（棗色） | Mogami Guelain  | Mogami          |
| 繁殖雌馬 Ciliege 2001年（栗色） | Megami Guerlain 1992年（棗色） | Mogami Guelain  | Miss Guelian    |
| 雌系：號族：18                  |                                |                 |                 |
| 五代內近親交配：北地舞人 5×5    |                                |                 |                 |

## 命名由來
名字中，Satono（サトノ）為馬主Satomi Horse Company之冠名，出自負責人里見治姓氏中的「里」（サト）結合日語連接詞「的」（ノ）組成；Reve（レーヴ）在法語中，意思為「夢」，香港翻譯為「夢境」。

## 外部連結
- 里見夢境 netkeiba.com
- 血統表